# فرانک زار

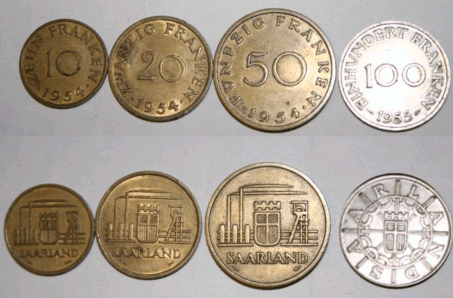
مجموعه سکه‌های فرانک زار

فرانک زار (به آلمانی: Saar-Franken)(به فرانسوی: Franc sarrois) نسخه‌ای از فرانک فرانسه بود که به‌عنوان یکای پول رسمی زارلند در زمان‌هایی که قلمرو زار از نظر اقتصادی از آلمان جدا شده بود، در سال های ۱۹۲۰-۱۹۳۵ به عنوان قلمرو حوضه زار، در سال‌های ۱۹۴۷-۱۹۵۷ به عنوان تحت‌الحمایه زار و ۱۹۵۷-۱۹۵۹ به‌عنوان ایالت زارلند در آلمان غربی استفاده شد. اسکناس‌ها و سکه‌های محلی در هر دو دوره منتشر شد، اما فرانک زار هرگز از نظر قانونی یک ارز مستقل نبود.